# Daniel Hettich
Daniel Hettich (* 5. Juli 1960) ist ein Schweizer Politiker (LDP).

## Leben
Hettich ist diplomierter Schreinermeister und Betriebsleiter der Schreinerei Daniel Hettich AG.
Am 1. Februar 2017 wurde Hettich in den Grossrat des Kantons Basel-Stadt gewählt. Zudem sass er vom 1. Mai 2014 bis zum 30. April 2018 im Einwohnerrat von Riehen. Seit dem 1. Mai 2018 ist er im Riehener Gemeinderat. Er ist zuständig für die Bereiche Verkehr, Mobilität, Energie, Kommunikationsnetz, Wasser und Abfallbewirtschaftung.